# NGC 1614
NGC 1614 је спирална галаксија у сазвежђу Еридан која се налази на NGC листи објеката дубоког неба.
Деклинација објекта је - 8° 34' 45" а ректасцензија 4h 33m 59,8s. Привидна величина (магнитуда) објекта NGC 1614 износи 12,9 а фотографска магнитуда 13,6. NGC 1614 је још познат и под ознакама MCG -1-12-32, MK 617, 2ZW 15, ARP 186, IRAS 04315-0840, PGC 15538.